# 辅剑郡
辅剑郡，中国南北朝时设置的郡。
南朝宋置，治所在武功县（今四川省剑阁县西南武功桥）。辖境相当今四川省剑阁县西南部。西魏时改安都郡。 